# 約翰·格雷 (美國)
約翰·格雷（英語：John Gray；1951年12月28日—）是美國的流行心理學暢銷書作者，作品主要圍繞兩性關係及個人成長。他最為著名的作品是《男人來自火星，女人來自金星》（Men Are from Mars, Women Are from Venus）。

## 簡歷
約翰·格雷是美國嬰兒潮時間的人物，曾經向往過東方秘術，並有過三段婚姻。第一位妻子是自助作者Barbara De Angelis，但二人於1984年離婚。後來與Bonnie結婚，並育有三位女兒：Lauren、Julie及Shannon。2018年妻子癌症死後與華人Wang Lin於2020年在美國結婚，是他在中國演講旅行中的個人嚮導。
他是911事件真相調查聲明的聯署人之一。

## 理論
在格雷的著作裡，他主張男性和女性在心理方面有著先天的分別，所以若要保持兩性關係的和諧，只能夠坦然接受兩者的分別，而不是千方百計的想要消除這分別。
反對觀點認為：格雷把人性的心理過份簡化為stereotypes that fail to adequately describe many people.

## 學歷
離開高中之後，約翰·格雷在休斯敦的天主教聖多默大學及德薩斯大學就讀，但未有在這兩家學校得到任何學位頒發。之後他在瑞士以一位印度教僧侶的身份生活了9年，並在當地修鍊瑪哈禮斯超覺靜坐式瑜伽。

### 博士資歷與哥倫比亞太平洋大學
約翰·格雷在他的著作都冠上博士的稱號。根據他的個人網站，他的哲學博士博士學位於1997年在哥倫比亞太平洋大學（Columbia Pacific University）取得，而這家「大學」在2001年被美國加州的消費者事務部（Department of Consumer Affairs）指稱「給多位學生授於超額的學分」（"awarded excessive credit... to many students"）及「未能符合頒授哲學博士的多項條件」（"failed to meet various requirements for issuing Ph.D. degrees"）而勒令停業。雖然在約翰·格雷取得其博士資歷時，哥倫比亞太平洋大學仍然是加州合法的頒授學位機構，但比照他的過往學歷，不禁使人對於他的博士資歷產生懷疑。就此問題，約翰·格雷未有發表過任何解說。

## 著作列表
- What You Feel You Can Heal (Heart Publishing 1984年)
- Men Are from Mars, Women Are from Venus (HarperCollins 1992年)

2009年，《男人来自火星 女人来自金星》入选中国图书商报社和中国出版科学研究所联合主办评选的“新中国60年中国最具影响力的600本书”，列在生活文教类（共28种）。
- Men, Women and Relationships (Beyond Words Publishing 1993年)
- Mars and Venus In the Bedroom (HarperCollins 1995年)
- Mars and Venus Together Forever (Harper Perennial 1996年)
- Mars and Venus In Love (HarperCollins 1996年)
- Mars and Venus On a Date (Harper Collins 1997年)
- Mars and Venus Starting Over (HarperCollins 1998年)
- Men Are from Mars, Women Are from Venus Book of Days (HarperCollins 1998年)
- How To Get What You Want and Want What You Have (HarperCollins 1999年)
- Children Are from Heaven (HarperCollins 1999年)
- Practical Miracles for Mars and Venus (HarperCollins 2000年)
- How To Get What You Want at Work (HarperCollins 2002年)
- Truly Mars & Venus (HarperCollins 2003年)
- The Mars & Venus Diet & Exercise Solution (St. Martin’s Press 2003年)

## 外部連結
- 約翰·格雷在互联网电影资料库（IMDb）上的資料（英文）
- 星洲日報：男人來自火星，女人來自金星 （页面存档备份，存于）
- 哥倫比亞太平洋大學："Netnotes"
- The Rebuttal from Uranus: site critical of Gray's methodology and credentials.
- Rick Ross Institute
- German MarsVenus Page
- Relationship Enrichment By Dr. John Gray: 1 （页面存档备份，存于）, 2 （页面存档备份，存于）.
- Learning From Top Management Gurus （页面存档备份，存于）